# اسماعیل قلی‌بیگ شاملو
اسماعیل قلی‌بیگ شاملو فرزند ولی‌خلیفه شاملو، حاکم قزوین در دوره شاه محمد خدابنده بود. پس از جنگ‌های خراسان (۱۵۸۰) ولی‌خلیفه شاملو به دست علی‌قلی‌بیگ گورکان شاملو مسموم می‌گردد لذا اسماعیل قلی‌بیگ شاملو به خونخواهی پدرش و با تحریک طوایف تکلو و ترکمان علیه پدر علی قلی‌بیگ شاملو (سلطان حسین‌خان شاملو، حاکم قزوین) شورش کرده و با گرفتن لقب خانی و حکم امارت قزوین، برای کشتن سلطان حسین‌خان شاملو اقدام می‌کند و نهایتاً سلطان حسین‌خان شاملو را در اردبیل می‌کشد.

## محاصره قلعه نیشابور
در محاصره قلعه نیشابور (۱۵۸۱ میلادی)، شاه محمد خدابنده، محمدخان ترکمان را با اسماعیل قلی‌بیگ شاملو به فرماندهی سپاهی روانه خراسان کرد.